# Campeonato Asiático de Judo de 1966
El I Campeonato Asiático de Judo se celebró en Manila (Filipinas) en 1966 bajo la organización de la Unión Asiática de Judo.
En total se disputaron cuatro pruebas diferentes, todas ellas en la categoría masculina.

## Resultados

### Masculino
| Evento            | Oro                   | Plata                       | Bronce                                              |
| ----------------- | --------------------- | --------------------------- | --------------------------------------------------- |
| –68 kg            | Yujiro Yamasaki Japón | An Jong-Hwan Corea del Sur  | Chang N China Chang E China                         |
| –80 kg            | Shinobu Sekine Japón  | Yoon Bok-Kyun Corea del Sur | Henry Ruth Malasia Chang China                      |
| +80 kg            | Nobuyuki Majima Japón | Osamu Sato Japón            | Paulus Prananto Indonesia Sin Seok-Gi Corea del Sur |
| Categoría abierta | Nobuyuki Majima Japón | Osamu Sato Japón            | Shinobu Sekine Japón Yoon Bok-Kyun Corea del Sur    |

## Medallero
| Núm. | País          | Oro | Plata | Bronce | Total |
| ---- | ------------- | --- | ----- | ------ | ----- |
| 1    | Japón         | 4   | 2     | 1      | 7     |
| 2    | Corea del Sur | 0   | 2     | 2      | 4     |
| 3    | China         | 0   | 0     | 3      | 3     |
| 4    | Malasia       | 0   | 0     | 1      | 1     |
| 4    | Indonesia     | 0   | 0     | 1      | 1     |
|      | TOTAL         | 4   | 4     | 8      | 16    |